# Sanlih E-Television
Sanlih E-Television (SET; chinês tradicional: 三立電視, pinyin: Sānlì Diànshì)  é uma rede de televisão por assinatura taiwanesa.

## Canais
- SET International
- SET Taiwan
- SET News
- SET Metro
- SET Finance